# Ci vediamo in tribunale (programma televisivo)
Ci vediamo in tribunale è un programma televisivo italiano di genere scripted reality, prodotto da Stand by Me con Rai Fiction, andato in onda per la prima volta dal 18 settembre 2017 al 17 ottobre 2018 su Rai 2. 
Viene poi riproposto in replica su LA7d dal 2024. 
Il programma è scritto da Coralla Ciccolini e Filippo Gentili, e da Andrea Teodori (dalla seconda edizione), mentre la regia è affidata a Giacomo Frignani, e a Davide Armogida (dalla seconda edizione).

## Il programma
Il reality giudiziario (court-show) settimanale narra cause civili e penali italiane: dalle liti condominiali alle gelosie fra colleghi di lavoro, alle classiche diatribe familiari. Protagonisti e loro sostenitori raccontano i termini del contendere. Un avvocato in studio, Simone Buffardi de Curtis, introduce e spiega la sentenza del giudice. 

## Episodi
| Stagione | Puntate | Dal               | Al               |
| -------- | ------- | ----------------- | ---------------- |
| 1        | 71      | 18 settembre 2017 | 30 novembre 2017 |
| 2        | 22      | 10 settembre 2018 | 17 ottobre 2018  |